# Gravitation
Gravitation, グラビテーション [Gurabite—shon], is een van de bekendste shounen-ai anime/manga. Het verhaal gaat over Shuichi Shindou, de zanger van de band Bad Luck, die op een dag de koude schrijver Yuki Eiri tegenkomt, en vanaf dat moment verliefd op hem wordt. Gravitation (door fans vaak afgekort tot 'Gravi') is gebaseerd op de gelijknamige manga van Maki Murakami. Als vervolg op de dertiendelige serie, is Murakami verder gaan tekenen aan een Gravitation EX. Tot nu toe is er echter nog niet veel meer gepubliceerd dan Gravitation EX 1.

## De plot
Shuichi is 19 (in het begin van de manga 18) jaar. Zijn grootste wens is samen met Hiroshi Nakano doorbreken met hun technopop-band 'Bad Luck'. Terwijl Shuichi 's avonds door het park in de buurt loopt, bekijkt hij de songtekst die hij eerder die dag aan Hiro (Hiroshi) had voorgelegd en was afgewezen. Daarna dacht hij aan wat Hiro had gezegd over hoe het kwam dat Shuichi nog geen vriendin had. Door een zachte windvlaag en een nies wordt zijn halve songtekst weggeblazen en gevangen door een lange, blonde vreemdeling, Yuki Eiri (23 jaar), die raar genoeg Japans blijkt te zijn. Hij kraakt de songtekst af en loopt achteloos langs Shuichi heen.
Hierna zijn er verscheidene ontmoetingen tussen Shuichi en Yuki. En tussendoor moet Shuichi ook nog proberen een hit te scoren met Bad Luck's debuutsingle The Rage Beat, begeleid door hun manager Sakano. Naarmate het hele verhaal vordert worden er meer personen geïntroduceerd, zoals bijvoorbeeld de baas van Shuichi's platenlabel, Tohma Seguchi. Hij speelde de synths en keyboard in zijn oude band Nittle Grasper. Shuichi was een grote fan van Nittle Grasper, vooral van hun zanger Ryuichi Sakuma.
Yuki Eiri zit intussen erg in de knoop met zichzelf. Zijn persoonlijkheidsstoornis begint te storen en hij weet niet precies wat hij nou met Shuichi moet.. en met zijn oude privéleraar in New York, Yuki Kitazawa. Eiri's herinneringen vallen hem lastig, omdat Shuichi hem zoveel aan zichzelf herinnert toen hij 16 jaar was. Uiteindelijk, weliswaar gedwongen door K (Claude), Bad Lucks nieuwe Amerikaanse manager, vraagt Yuki (Eiri) Shuichi uit op een date naar Odaiba Amusements Park, als Bad Luck maar 10.000 kopieën van hun debuutalbum Gravity verkoopt. Dat lukt. Maar het einde van de date gaat niet zoals gepland. Terwijl Shuichi iets te drinken haalt, gaat Yuki stil weg van de date en vermoedelijk op weg naar het eerste vliegtuig dat naar New York vertrekt. Als we Yuki verder volgen zie je een andere kant van hem. Veel donkerder en stiller. (Shuichi probeert ondertussen wanhopig in New York te komen.) Wanneer hij daar eindelijk aankomt, moet Ryuichi voor hem invallen op een concert.
Het verhaal heeft een open einde. De manga gaat echter nog wel verder (zolang Murakami nog doortekent).

## Personages
(voornaam + achternaam - inspreker)
- Shuichi Shindou - Seki Tomokazu1
- Hiroshi (Hiro) Nakano - Matsumoto Yasunori
- Eiri 'Yuki' Uesugi2 - Kazuhiko Inoue
- Ryuichi Sakuma - Yamaguchi Kappei
- Tohma Seguchi - Ai Orikasa
- Suguru Fujisaki - Fujiko Takimoto
- Taki Aizawa - Onbekend
- Sakano3 - Koyasu Takehito
- Tatsuha Uesugi - Ishikawa Hideo
- Claude (K) Winchester - Okiayu Ryoutarou
- Mika Seguchi - Onbekend
- Ayaka Usami - Tanaka Rie
- Noriko Ukai - Ikezawa Haruna

1 Seki Tomokazu spreekt Shuichi in. Kinya Kotani zingt Shuichi's liedjes.
2 Eiri's schrijversachternaam is Yuki. Weinig mensen (in de anime en manga) weten dat zijn echte achternaam Uesugi is. Voor het gemak wordt hij vaak op websites gewoon Yuki Eiri genoemd.
3 Murakami heeft Sakano geen voornaam gegeven.

## Muziek
In de anime:
- Anti-Nostalgic - Kinya Kotani
- Blind Game Again - Kinya Kotani
- Glaring Dream - Kinya Kotani (einde)
- In the Moonlight - Kinya Kotani
- The Rage Beat - Kinya Kotani
- Sleepless Beauty - Iceman (D.A + K.Ito)
- Super Drive - Sakanoue Yosuke (opening)
- Yuuutsu na Seven Days - Kinya Kotani

In de OVA:
- Blind Game Again - Kinya Kotani (opening)
- Shining Collection - Iceman
- Smashing Blue - Kinya Kotani (einde)
- Spicy Marmalade - Kinya Kotani

Op de soundtrack CD's:
- Bird - Seki Tomokazu
- Drive Me High - Seki Tomokazu
- Fake Star - Seki Tomokazu
- Messenger - Seki Tomokazu
- Predilection - Yamaguchi Kappei
- Welcome to my Romance - Kinya Kotani

Alle soundtracks op op de OST-cd's zijn gecomponeerd door Daisuke Asakura (evt. ook Kenichi Ito).